# Alice Nolin
Pour les articles homonymes, voir Nolin.
Marie Marguerite Alphonsine Alice Nolin, née le 12 septembre 1896 à Sorel au Québec et morte le 21 mai 1967 à Montréal, est une sculptrice et peintre québécoise.

## Biographie
Alice Nolin naît en 1896 à Sorel. Elle étudie la peinture avec William Brymner et poursuit ses études à l'École des beaux-arts de Montréal, étudie avec Charles Maillard, Emmanuel Fougerat et Alfred Laliberté. Elle travaille sous la direction d'Alfred Laliberté pour la sculpture du Monument-National. Elle étudie également à l'Académie Colarossi à Paris. En 1924, elle remporte le Prix du Ministre pour la sculpture à l'École des beaux-arts de Montréal. Nolin expose également à l'Académie Royale des Arts et à des expositions de l'Art Association de Montréal de 1921 à 1935.
Elle enseigne le dessin et le modelage dans le cadre des cours organisés par le Conseil des arts et manufactures de la province de Québec au Monument National de 1936 à 1946; elle enseigne également à l'École des beaux-arts de Montréal.
Alice Nolin réalise des bustes d'Alfred Laliberté, d'Édouard Montpetit et de Sir William Logan ainsi qu'un bas-relief de Charles Gill. Elle crée également un médaillon de bronze pour la tombe de Louis-Hippolyte Lafontaine, situé au Cimetière Notre-Dame-des-Neiges.
Alice Nolin meurt en 1967, probablement à Montréal.
La rue Alice-Nolin, à Montréal, est nommée en son honneur.

## Musées et collections publiques
- Basilique Notre-Dame, Montréal
- Musée d'art de Joliette
- Musée national des beaux-arts du Québec[9]
- Musée Eudore-Dubeau, Université de Montréal (Buste du Dr. Eudore Dubeau et du vice-doyen, Joseph Nolin)
- Collection d'Œuvres d'art, Université de Montréal